# 912
| Calendário gregoriano                                                        | 912 CMXII                                            |
| Ab urbe condita                                                              | 1665                                                 |
| Calendário arménio                                                           | 361 – 362                                            |
| Calendário bahá'í                                                            | -932 – -931                                          |
| Calendário budista                                                           | 1456                                                 |
| Calendário chinês                                                            | 3608 – 3609 Início a 22 de janeiro (aproximadamente) |
| Calendário copta                                                             | 628 – 629                                            |
| Calendário etíope                                                            | 904 – 905                                            |
| Calendários hindus - Vikram Samvat - Calendário nacional indiano - Cáli Iuga | 967 – 968 833 – 834 4012 – 4013                      |
| Calendário Holoceno                                                          | 10912                                                |
| Calendário islâmico                                                          | 299 – 300                                            |
| Calendário judaico                                                           | 4672 – 4673                                          |
| Calendário persa                                                             | 290 – 291                                            |
| Calendário rúnico                                                            | 1162                                                 |
| Calendário solar tailandês                                                   | 1455                                                 |

912 (CMXII na numeração romana) foi um ano bissexto do século X do Calendário Juliano, da Era de Cristo, teve início a uma quarta-feira e terminou a uma quinta-feira e as suas letras dominicais foram E e D (53 semanas).
No território que viria a ser o reino de Portugal estava em vigor a Era de César que já contava 950 anos.
| Ano completo                           |
| -------------------------------------- |
| Ano bissexto com início à quarta-feira |

## Eventos
- Maio — As frotas conjuntas dos corsários sarracenos Leão de Trípoli e Damião de Tarso derrotam a marinha bizantina comandada por Himério, em retaliação pelos ataques bizantinos aos árabes do Chipre.
- Abderramão III proclama-se emir do Alandalus e em 929 de Califa de Córdova e governante de todos os mouros na Península Ibérica.
- Alexandre (ca.–870913) sobe ao trono do Império Bizantino.
- Fundação provável do reino de Guge por Nyi ma mgon (ou Nyimagon), um neto de Langdarma, o último monarca do Império do Tibete. A dinastia governou o Tibete Ocidental e em algumas épocas parte do Ladaque e do atual estado indiano do Himachal Pradexe até 1630.

## Nascimentos
- 29 de abril — Minamoto no Mitsunaka, samurai e importante figura da história do Japão  (m. 997).
- 22 de novembro — Otão I, imperador do Sacro Império Romano  (m. 973).
- Nicéforo II Focas — comandante militar e imperador bizantino entre 963 e a sua morte  (m. 969).
- Hermano I da Saxónia — também conhecido como Hermano Bilunga; duque da Saxónia  (m. 973).

## Mortes
- 11 de maio — Leão VI, o Sábio imperador bizantino  (n. 866).
- 25 de outubro — Rodolfo I, 1.º rei da Borgonha Transjurana  (n. 859).
- Hermenegildo Guterres — também conhecido como Mendo Guterres ou Ermígio Guterre; nobre provavelmente galego, mordomo real de Afonso III das Astúrias, conde do Porto e reconquistador Coimbra  (n. c. 842).
- Jimena Garcês de Pamplona — infanta de Pamplona e rainha consorte Leão  (n. 912).
- Abdalá I, o sétimo emir de Córdova  (n. 844).
- Simbácio I — príncipe bagrátida da Arménia que reinou entre 890 e a sua morte, que também pode ter ocorrido em 914  (n. 850).
- Notker, o Gago — também conhecido como Notker, Notker, o Poeta e Notker de São Galo; músico, poeta e monge beneditino na Abadia de São Galo, no que é hoje a Suíça  (n. c. 840).
- ibne Cordadebe — geógrafo e burocrata persa  (n. c. 820).
- Ki no Haseo — político, académico e poeta japonês do Período Heian  (n. 845).